# Edvard Reimer
Jakob Edvard Japhet Hans Reimer (* 30. August 1935 in Manermiut; † unbekannt) war ein grönländischer Kaufmann und Landesrat.

## Leben
Edvard Reimer war der Sohn des Jägers Louis Just Gabriel Andreas Reimer (1914–?) und seiner Frau Eunike Sara Anigne Bergithe Stork (1905–1936). Er war Udstedsverwalter in Kangaatsiaq, als er 1967 für eine Legislaturperiode bis 1971 in den grönländischen Landesrat gewählt wurde.